# Stado Ogierów Sieraków

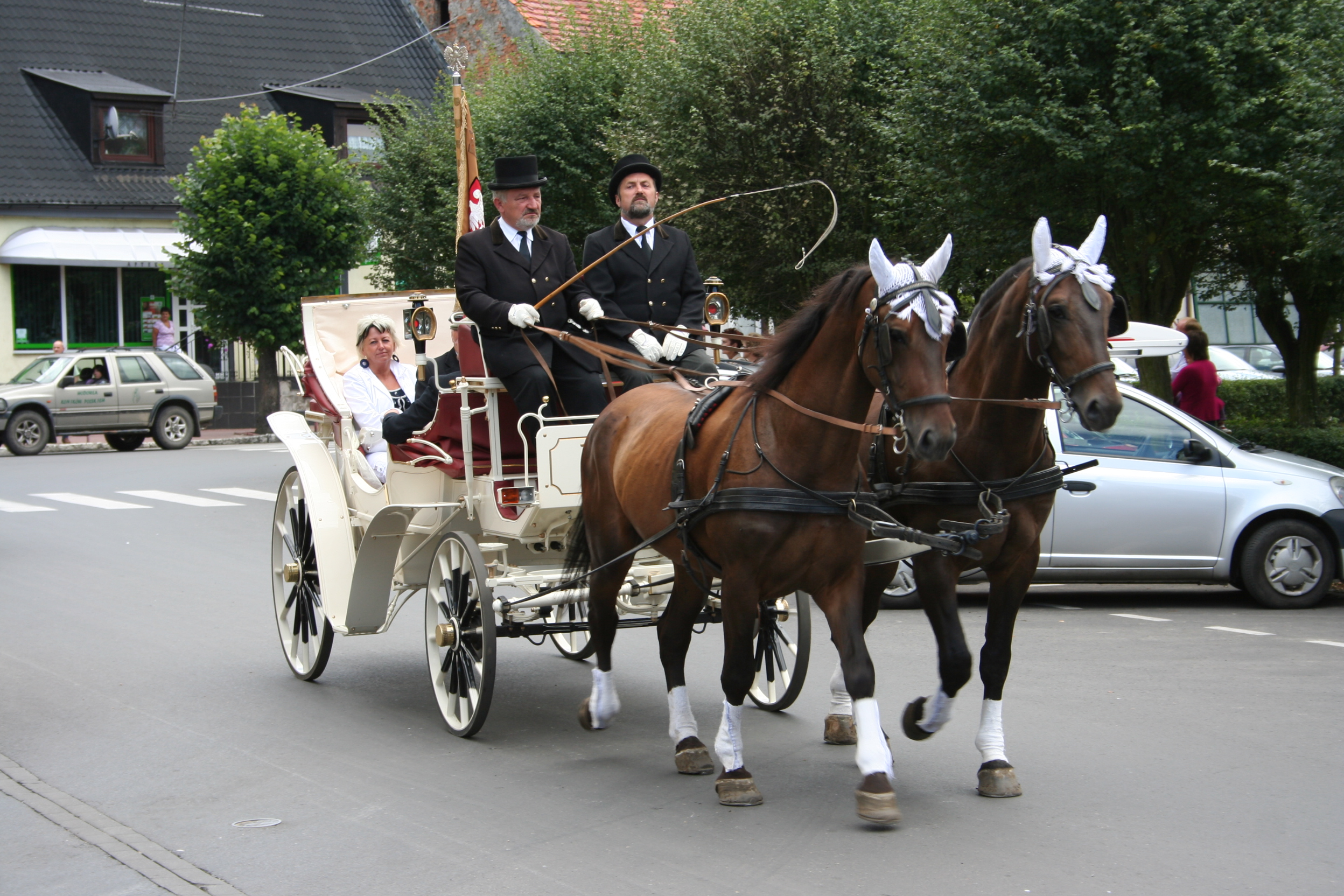
Obchody 180-lecia Stada Ogierów w Sierakowie

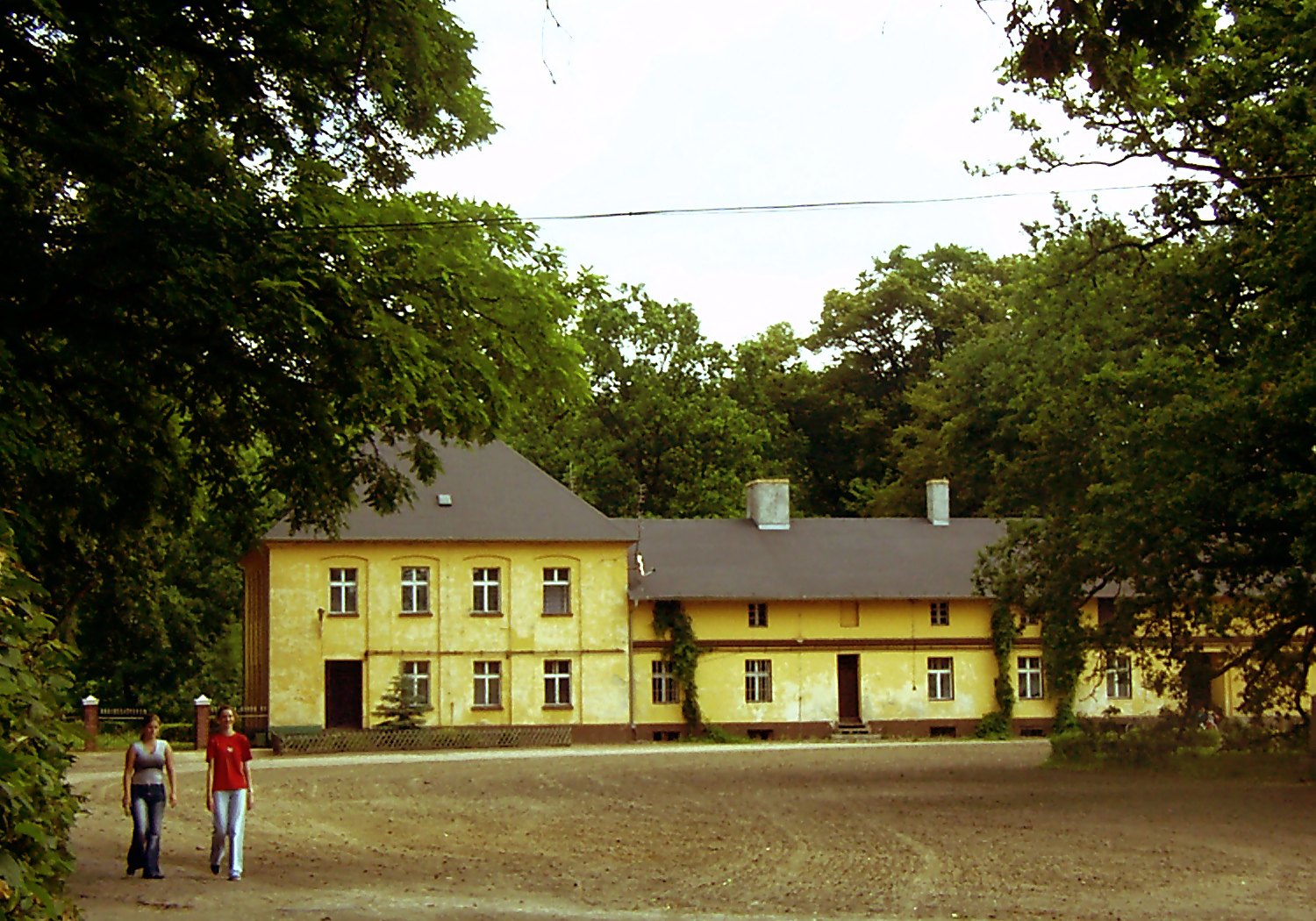
Budynek sierakowskiego Stada Ogierów

Stado Ogierów Sieraków – jednostka hodowli koni, mieszcząca się w Sierakowie, grupująca ogiery rozrodowe różnych ras, głównie gorącokrwistych. Jest to najstarsze stado ogierów na terenach Polski.

## Historia
W latach 20. XIX wieku władze pruskie podjęły decyzję o założeniu Poznańskiej Stadniny Krajowej i Stada Ogierów (niem. Posensches Land – Gestüt) na terenie Wielkiego Księstwa Poznańskiego. W roku 1829 sprowadzono do jednostki pierwsze ogiery z niemieckich stadnin i stad ogierów; rok ten uważa się za datę założenia Stada. Pierwszym kierownikiem został major von der Brinken. Konie umieszczono w dostosowanych stajniach pochodzących z XVI i XVII wieku mieszczących 120 koni. Wkrótce do jednostki sprowadzono także klacze, jednak działalność stadninową zlikwidowano w roku 1855. Stado ogierów tymczasem rozwijało się pomyślnie, a zapotrzebowanie na sierakowskie ogiery rosło.
I wojna światowa

Przed I wojną światową w Stadzie znajdowało się 213 ogierów. Wojna nie zakłóciła w większym stopniu funkcjonowania jednostki, jednak pod jej koniec zrabowano 130 koni, pośród których znalazły się te najwartościowsze. W roku 1919 Stado przeszło pod zarząd pierwszego mianowanego przez władze polskie dyrektora: hrabiego Stefana Sumińskiego. Głównym jego zadaniem było odbudowanie pogłowia Stada. W roku 1924 stado liczyło już 185 ogierów.
II wojna światowa

Sytuacja polityczna przed wybuchem II wojny światowej spowodowała ewakuację Stada na wschód. Konie przeniesiono bez większych strat do Stada Ogierów w Białce, skąd powróciła po wojnie do Sierakowa jedynie niewielka ich część. Podczas wojny stado znajdowało się pod administracją wojskową, a jego pogłowie uzupełniano ogierami niemieckimi. Pod koniec wojny stado z trudem zachowano, dzięki staraniom wielu zaangażowanych osób.
Czasy powojenne

Konie powróciły do Sierakowa w sierpniu roku 1946. Pierwszym powojennym dyrektorem był inżynier Stanisław Hay. Duży wpływ na odbudowę pogłowia miało powołanie Związku Hodowców Koni. Stan ogierów po II wojnie wynosił 185 sztuk.
W roku 1977, na skutek wprowadzenia wcześniej nowego podziału administracyjnego kraju, nastąpiła radykalna zmiana terenów obsługiwanych przez stado na zachodnią część woj. poznańskiego, woj. leszczyńskie, część woj. wrocławskiego i woj. zielonogórskie.
Do 1993 funkcjonowało jako Państwowe Gospodarstwo Rolne pod nazwą Państwowe Stado Ogierów Sieraków Wielkopolski. W 1993 roku Stado zostało przyjęte do Agencji Własności Rolnej Skarbu Państwa i przyjęło nazwę Stado Ogierów Sieraków. Od 1994 działało jako Stado Ogierów Skarbu Państwa Sieraków, a w 1997 roku powołano spółkę pn. Stado Ogierów w Sierakowie Wielkopolskim Sp. z o.o.. W 2003 roku do Spółki Sieraków dołączono Stada Ogierów w Gnieźnie, Książu, Białym Borze i Łobzie. Obecnie do Spółki należą trzy Stada Ogierów: Sieraków, Gniezno i Książ.

## Działalność
Stado Ogierów Sieraków zajmuje się hodowlą koni, sportem jeździeckim, rekreacją i turystyką. Teren działalności Stada obejmuje około 118 hektarów, a pogłowie obejmuje 200 koni, w tym zachowawcze stado konika polskiego.

### Sekcja jeździecka
Przy Stadzie działa sekcja jeździecka "Morena". Sekcję jeździecką przy Stadzie założył w roku 1950 ówczesny dyrektor Jan Kowalski. Jej zawodnicy odnosili sukcesy w kraju i zagranicą, m.in. reprezentowali Polskę na Mistrzostwach Europy w WKKW w Kopenhadze. Zawodnicy sekcji rywalizowali również w dyscyplinie skoków przez przeszkody. W latach 80. organizowano zawody woltyżerki, a zawodnicy z Sierakowa startowali na zawodach krajowych i międzynarodowych.

### Powożenie
Największe sukcesy sportowe odnosili związani ze Stadem zawodnicy powożenia:
- Antoni Musiał – startujący w latach 1969-1982 dwukrotny zdobywca brązowego medalu Mistrzostw Świata w powożeniu zaprzęgami czterokonnymi zespołowo oraz dwukrotny zespołowy srebrny i jednokrotnie brązowy medalista Mistrzostw Europy w powożeniu zaprzęgami czterokonnymi;
- Tadeusz Czermiński – startujący od roku 1973 dyrektor Stada i prezes sekcji sportowej, powoził zaprzęgiem cztero- i parokonnym, zdobywca dwóch brązowych medali Mistrzostw Świata w powożeniu zaprzęgami czterokonnymi zespołowo oraz srebrnego medalu Mistrzostw Europy w powożeniu zaprzęgami czterokonnymi zespołowo;
- Rajmund Wodkowski – powożący zaprzęgami czterokonnymi, a później parokonnymi, zdobył indywidualnie srebrny medal na Mistrzostwach Świata w powożeniu parami w Riesenbeck w roku 1987.

Sukcesy odnosili także Wiktor Piotrowski, Mariusz Czaprański oraz Wojciech Ganowicz.

## Filatelistyka
Poczta Polska wyemitowała 31 stycznia 1980 r. serię znaczków pocztowych z okazji 150-lecia stadniny koni w Sierakowie. Seria liczyła 8 znaczków o nominałach: 1, 2, 2.5, 3, 4, 6, 6.5 i 6.9 złotego. Rysunki na poszczególnych znaczkach przedstawiały: czwórkę koni w zaprzęgu, masztalerza z koniem, dwukółki treningowe, pogoń za lisem, sanie w zaprzęgu, konie w zaprzęgu roboczym, rozgrzewkę koni, konia przed przeszkodą. Autorem projektu znaczków był prof. Ludwik Maciąg.